# Toyota TS010
Chronologie des modèles
Toyota 90C-V Toyota GT-One (TS020)
La Toyota TS010 est une voiture de Sport-prototypes de la génération dite des « Sports 3,5 L ». Elle participa au Championnat du monde des voitures de sport de la FIA en 1991 et 1992 et aux 24 Heures du Mans 1992 et 1993. Durant cette période, elle fut la principale concurrente de la Peugeot 905.
Neuf châssis ont été construits dont un a été détruit. La plupart se trouvent aujourd'hui au Japon où Toyota les fait régulièrement rouler et les conserve en parfait état de marche.

## Histoire
Engagé depuis les années 1980 en Sport-prototypes avec des modèles à moteur turbocompressés, Toyota crée un prototype à moteur atmosphérique répondant aux nouvelles réglementations de la FIA, le championnat du Monde se disputant en 1991 sur des courses de 430 km (puis 500 km en 1992).
L'endurance devient un championnat dit « sprint » à mi-chemin entre la Formule 1 (courses d'environ 300 km) et les anciennes courses d'endurance de 1 000 km. La voiture pèse 750 kg et est propulsée par un V10 type Formule 1 de 3,5 L développant 700 ch. Le rapport poids/puissance, combiné à une aérodynamique permettant des appuis et un effet de sol important, permettra à Andy Wallace de réaliser sur le circuit rapide de Monza, lors d'une séance d'essais de préparation, un tour plus rapide avec sa TS010 qu'Ayrton Senna sur sa McLaren-Honda.
Le projet est confié à Tony Southgate et la TS010 fait sa première apparition lors de la dernière épreuve du championnat 1991 à Autopolis au Japon. Aux mains de Geoff Lees et d'Andy Wallace, les débuts sont prometteurs : 5e temps des essais et 6e place finale à un tour de la Mercedes C291 gagnante de Michael Schumacher-Karl Wendlinger.

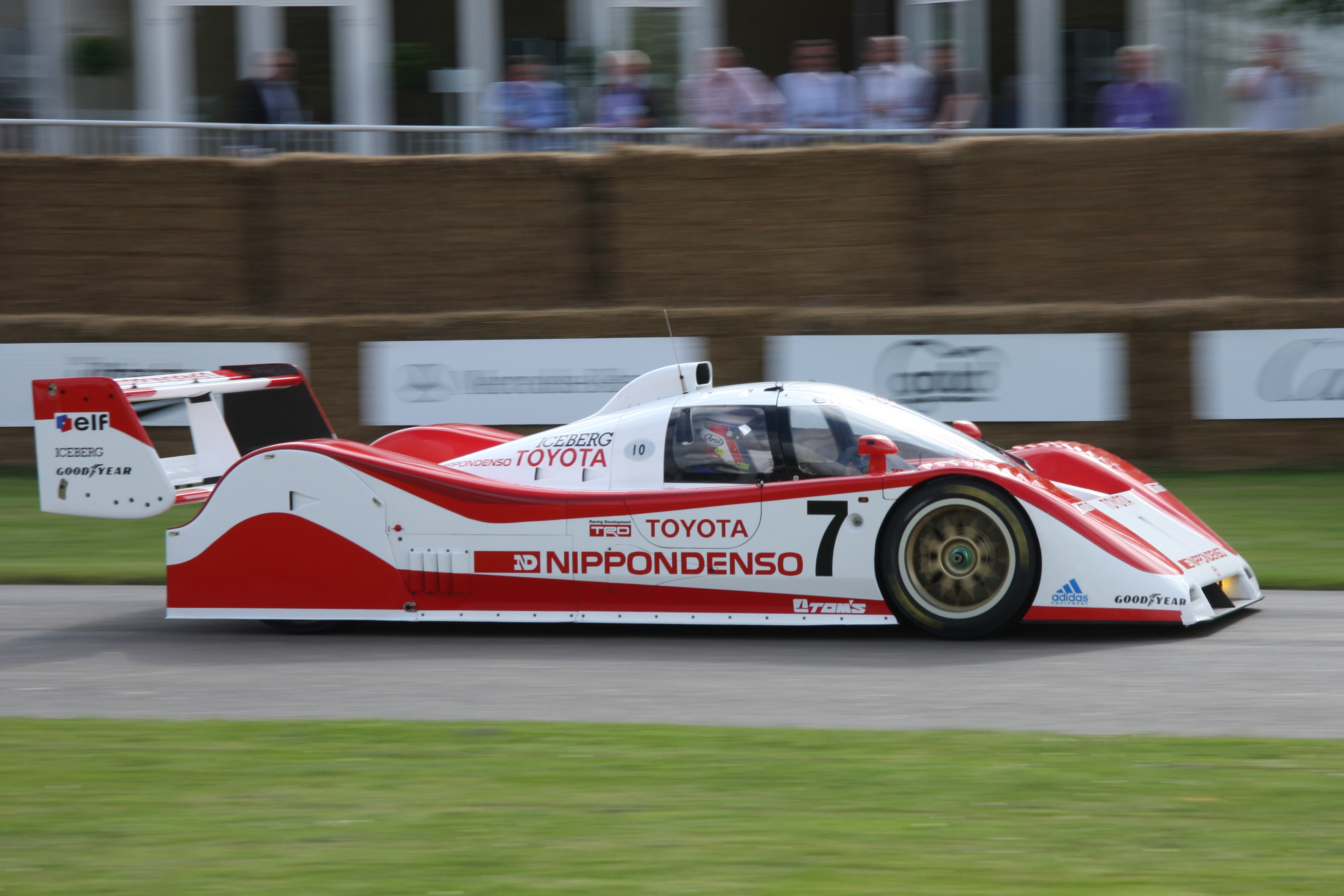
La TS-010/002 gagnante à Monza en 1992, roulant ici au Festival de Goodwood.

Toyota, via le Toyota Team Europe, s'engage en championnat en 1992. Le changement de réglementation voulu par le pouvoir sportif a décimé les petits concurrents privés qui n'ont pas les moyens d'adapter leurs prototypes et seulement douze voitures sont au départ à Monza pour la première manche. Le duo Lees-Ogawa remporte cette manche à la suite de la sortie de route de la 905 de Yannick Dalmas, frein bloqué, à deux tours de l'arrivée. Si la TS010 triomphe dès sa deuxième course, ce sera sa seule victoire en championnat du Monde.
Par la suite, la TS-010 réalise tout de même des podiums (troisième à Donington Park et à Magny-Cours et second à Suzuka) mais sera victime de sa faible fiabilité. Un beau résultat est obtenu aux 24 Heures du Mans 1992 où l'équipage de la TS010 Casio no 33 Sekiya-Raphanel-Acheson termine à la seconde place à six tours de la Peugeot no 1. Étant l'un des deux seuls constructeurs engagés, Toyota termine vice-champion du championnat des équipes et Geoff Lees se classe 5e du championnat des pilotes.
En fin de saison, Toyota ramène ses TS010 au Japon pour participer aux deux dernières manches du championnat japonais de Sport-Prototypes 1992. Lees et Lammers triomphent aux 1 000 km de Fuji ainsi qu'aux 500 km de Mine. Lors de cette course, Toyota engage une seconde voiture confiée au trio Eddie Irvine-Jacques Villeneuve-Tom Kristensen. Ce « Junior Team » réalise un meilleur temps que Lees-Lammers aux essais mais ne se classe finalement que quatrième.
En 1993, les championnats du monde et du Japon sont définitivement suspendus faute de concurrents, la Toyota TS010 ne peut être alignée qu'aux 24 Heures du Mans 1993. La voiture subit quelques modifications et change de manufacturier de pneumatiques pour rouler en Michelin. Mais encore une fois l'armada des Peugeot 905 domine l'épreuve et Toyota doit se contenter d'une 4e place, laissant Peugeot réaliser un triplé.

## Palmarès
- Championnat du monde des voitures de sport : 500 km de Monza 1992
- Championnat du Japon de Sport-Prototypes : 1 000 km de Fuji 1992
- Championnat du Japon de Sport-Prototypes : Inter Challenge Cup 500 km de Mine 1992